# Гдов (станция)
Гдов — закрытая конечная станция на железнодорожной линии Веймарн — Гдов. Расположена на восточной окраине города Гдов Псковской области. 
Станция была открыта в 1916 году при строительстве железнодорожной линии Псков — Нарва (14 января по старому стилю в Гдов прибыл первый паровоз).
На станции имелось 3 пути и одна пассажирская платформа. У платформы расположено здание вокзала. Стрелочные переводы на станции имеют ручное управление. Применялась система электрожезловой блокировки.
С 2006 года существовала угроза закрытия станции Гдов вместе с участком Гдов — Сланцы. Это предложение должно было быть утверждено в Москве. 
С 28 октября 2012 года пригородный дизель-электропоезд Санкт-Петербург — Гдов — Санкт-Петербург (рейсы выполняет дизель-электропоезд  модели ДТ1) курсирует только на участке Санкт-Петербург — Сланцы — Санкт-Петербург (поезд №6673).
По состоянию на январь 2015 года, охотниками за чёрным металлом разобран 6-километровый участок на линии Гдов — Сланцы . В связи с этим перспективы восстановления движения на линии и самой станции Гдов стремятся к нулю.

## Фотогалерея

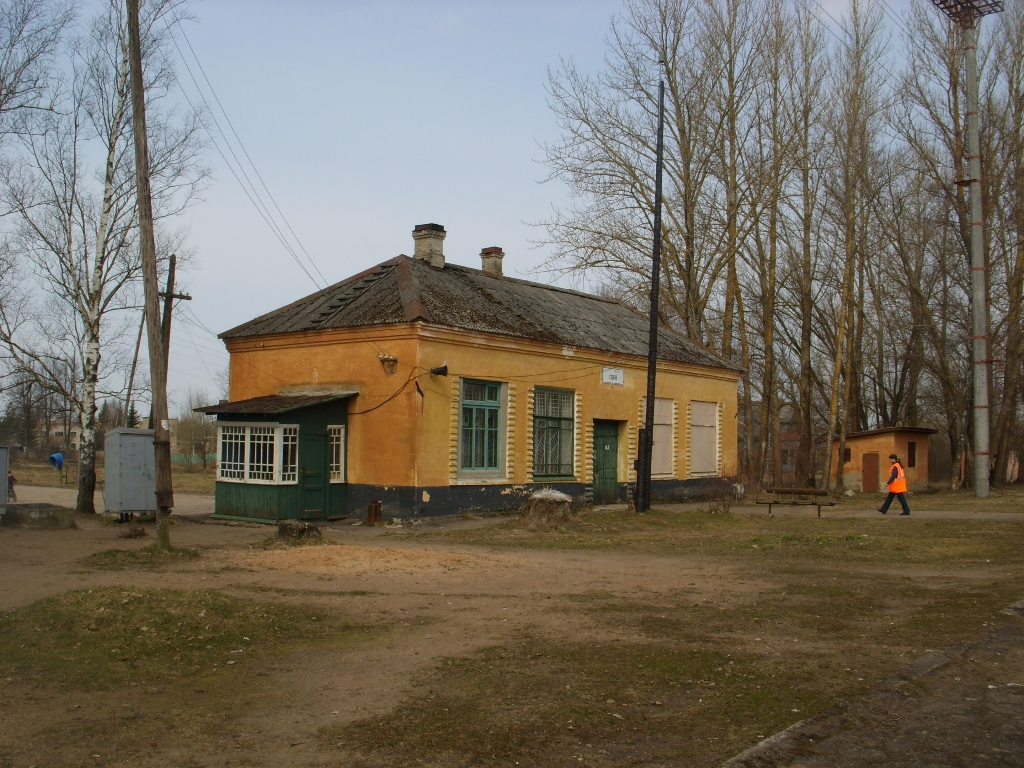
Вокзал
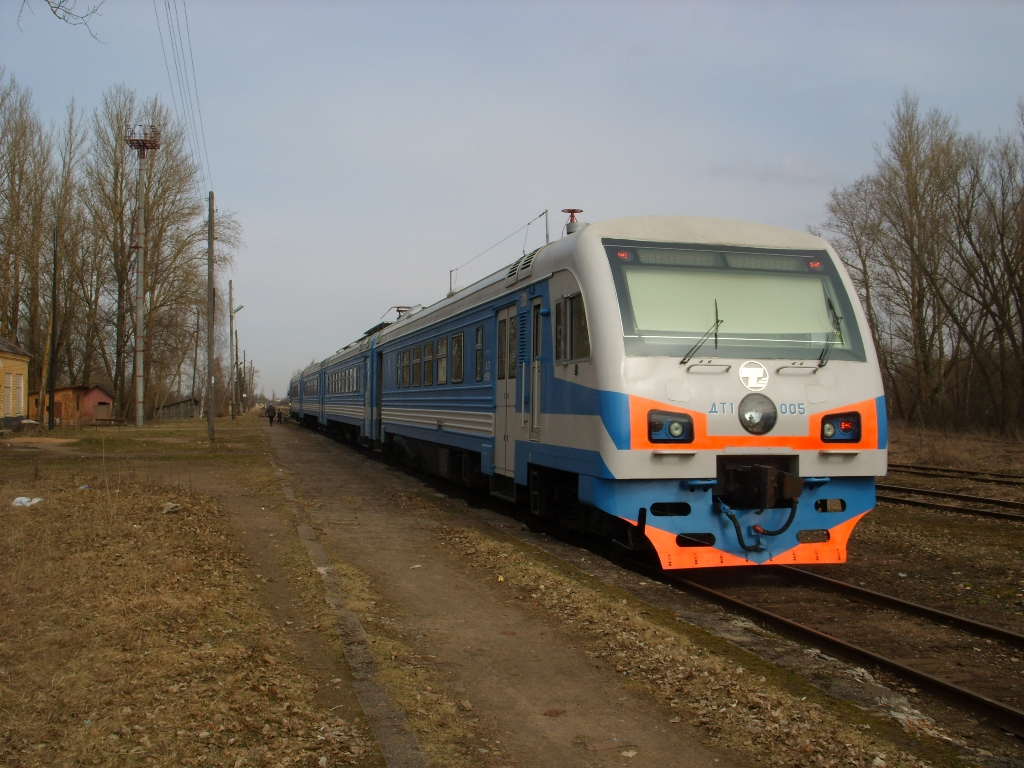
Дизель-электропоезд ДТ1 на станции Гдов